# 164589 La Sagra
164589 La Sagra é um pequeno asteroide do cinturão de asteroides. Localizado entre as órbitas de Marte e Júpiter. Ele possui uma magnitude absoluta de 16,7.

## Descoberta e nomeação
164589 La Sagra foi descoberto no dia 11 de agosto de 2007 através do Observatório Astronômico de La Sagra, sendo o primeiro asteroide encontrado a partir deste centro a se tornar contado. Leva o nome da Serra da Sagra, em cuja encosta norte está localizado o observatório. Seu nome foi aceito pela União Astronômica Internacional, por sugestão de um grupo de pesquisadores do Observatório Astronômico de Maiorca.

## Características orbitais
A órbita de 164589 La Sagra tem uma excentricidade de 0,218785, possui um semieixo maior de 1,9096 UA e um período orbital de 1395,9 dias (3,82 anos). O seu periélio leva o mesmo a uma distância de 2,44439 UA em relação ao Sol e seu afélio a 2,9792 UA.